# 中島文吉
中島 文吉（なかじま ぶんきち、1918年（大正7年）10月20日 - 1943年（昭和17年）10月6日）は、大日本帝国海軍の軍人、戦闘機搭乗員。最終階級は飛行兵曹長。
操練33期。総撃墜機数16機の記録を持つエース・パイロットである。

## 経歴
富山県出身。警察署給仕から、1935年（昭和10年）呉海兵団に入団。1936年（昭和11年）2月、第33期操縦練習生となり、同年9月に課程修了。鹿屋海軍航空隊に配属された後、支那事変（日中戦争）勃発と共に台湾へ進出し、防空任務にあたった。1938年（昭和13年）3月、第十三航空隊、7月に第十五航空隊に配属されたが、空戦の好機に恵まれず、撃墜記録を得ることはできなかった。
1941年（昭和16年）9月、第三航空隊に配属され太平洋戦争開戦を迎え、比島、蘭印に転戦。元山海軍航空隊に転勤した後、1942年（昭和17年）11月、第二五二航空隊付となり、空母「大鷹」を利用してラバウルに進出した。同月14日、真珠湾攻撃以来の戦闘機隊指揮官である飛行隊長菅波政治大尉が率いる6機の零戦隊の第2小隊長として出撃し、輸送船団護衛に従事。戦闘終了後、菅波大尉は戦果確認のため単機で引き返し、中島上飛曹は菅波隊長に随伴しようとしたが制止を受け、やむを得ず帰投。その後、菅波大尉は未帰還となった。
その後、数ヶ月にわたり、東部ニューギニア、ガダルカナル島航空戦に参加。1943年（昭和18年）2月、第二五二航空隊はラバウルから後退し、中島上飛曹はマーシャル諸島に転進した。
10月6日、米機動部隊がウェーク島に来襲し、増援のため7機の一式陸攻を同数である7機の零戦隊（指揮官：塚本祐造大尉）が直衛し、マロエロップから発進。ウェーク島付近まで到達した際に、敵新型戦闘機F6Fヘルキャットに奇襲され、乱戦の末5機は着陸したが、中島上飛曹と秀壽上飛曹の2機は行方不明となり戦死と認定された。戦死後、上等飛行兵曹から1階級特進し、飛行兵曹長に任ぜられた。
戦死までの総撃墜機数は16機。